# Caio Trebônio Próculo Mécio Modesto
Caio Trebônio Próculo Mécio Modesto (em latim: Gaius Trebonius Proculus Mettius Modestus) foi um senador romano nomeado cônsul sufecto em 103 com Marco Flávio Aper. Modesto claramente tinha um nome polionômico, mas a identidade de Trebônio Próculo ainda não foi investigada, seja como a pessoa que adotou Modesto ou como pai da mãe dele.

## Carreira
Dois dos cargos ocupados por Modesto são conhecidos. O primeiro foi de legado imperial propretor da Lícia e Panfília entre 99 e 102, ou seja, imediatamente antes de seus consulado. Os habitantes locais lembraram seu mandato erigindo um arco triplo em Patara (na moderna província de Antália, na Turquia) que ainda está de pé (Arco de Modesto). O segundo foi governador proconsular da Ásia entre 119 e 120.
Marco Júnio Mécio Rufo, cônsul sufecto em 128, foi identificado como tendo sido seu filho biológico.